# بالاتون‌مادیارود
بالاتون‌مادیارود (به مجاری: Balatonmagyaród) یک منطقهٔ مسکونی در مجارستان است که در ناحیه نادی‌کانیژا واقع شده‌است.